# Stazione di Getafe Sector 3
La stazione di Getafe Sector 3 è una fermata ferroviaria di Getafe, sulla linea Móstoles-El Soto - Parla.
Forma parte della linea C4 delle Cercanías di Madrid.
Si trova lungo il Camino Viejo de Toledo nel distretto Buenavista di Getafe.

## Storia
La stazione è stata inaugurata il 28 maggio 1995.